# Beskid (Westtatra)

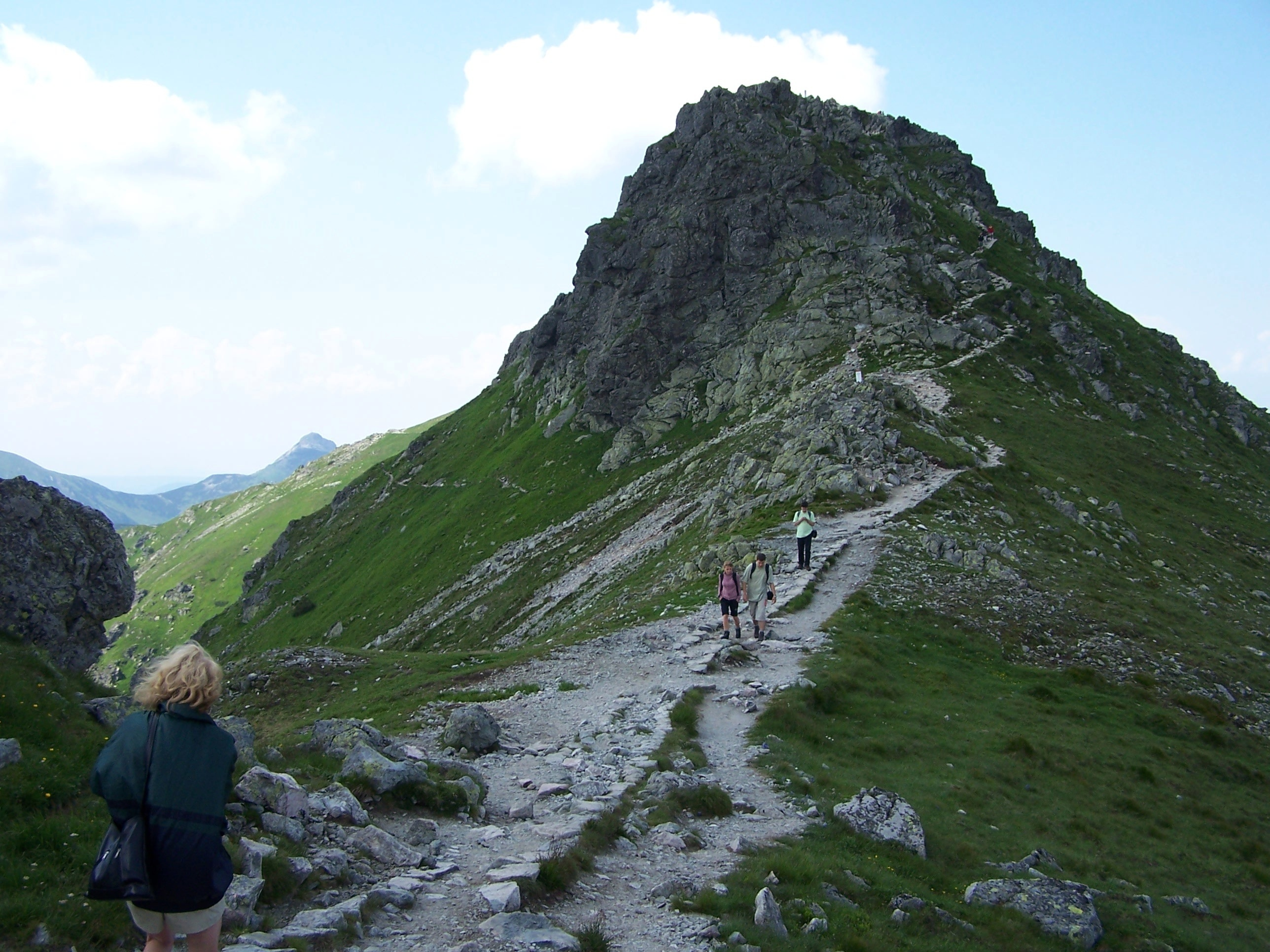
Blick vom Bergpass Liliowe

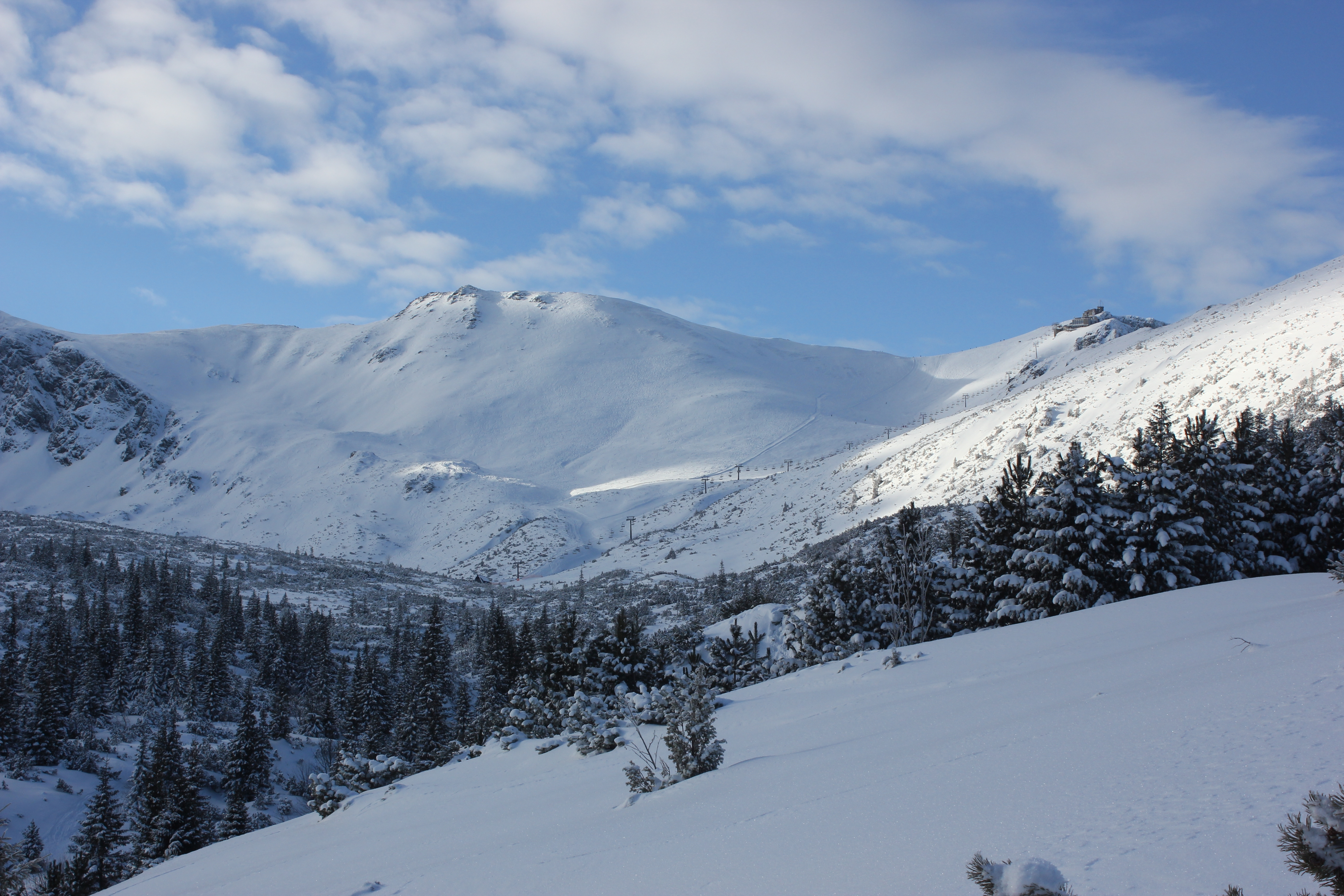
Vom Bergtal Dolina Gąsienicowa

Die Beskid (tschechisch/slowakisch Beskyd) ist ein Berg an der polnisch-slowakischen Grenze in der Westtatra mit 2012 Metern Höhe auf dem Hauptkamm der Tatra. Es ist der östlichste Gipfel der Westtatra in Polen.

## Lage und Umgebung
Die Staatsgrenze verläuft über den Hauptgrat der Tatra, auf dem sich die Beskid befindet. Unterhalb des Gipfels liegen zwei Täler, das Tal Dolina Gąsienicowa, konkret sein Hängetal Dolina Zielona Gąsienicowa im Norden und das Tal Dolina Ciemnosmreczyńska im Süden.
Vom Gipfel des Skrajna Turnia im Osten, der bereits in der Hohen Tatra liegt, wird der Beskid durch den Bergpass Liliowe getrennt, von dem westlich gelegenen Gipfel Kasprowy Wierch durch den Bergpass Sucha Przełęcz.

## Etymologie
Der polnische Name Beskid ist die Singularform von Beskidy. Beskidy lässt sich als Beskiden übersetzen.

## Tourismus
Die Beskid ist bei Wanderern beliebt. Sie liegt auf dem Hauptweg von der oberen Seilbahnstation auf den Kasprowy Wierch.

### Routen zum Gipfel
Der Wanderweg auf die Beskid führt entlang des Hauptkamms der Tatra und der polnisch-slowakischen Grenze.
- ▬ Ein rot markierter Wanderweg führt vom Kasprowy Wierch über die Gipfel Skrajna Turnia und Pośrednia Turnia sowie die Bergpässe Liliowe und Świnicka Przełęcz auf den Gipfel und weiter zum Höhenweg Orla Perć. Von der Seite des Bergpasses Zawrat und damit der Täler Dolina Pięciu Stawów Polskich und Dolina Gąsienicowa ist der Aufstieg ebenfalls auf demselben Wanderweg von der entgegengesetzten Richtung möglich. Als Ausgangspunkt für eine Besteigung aus den Tälern eignen sich die Berghütten Schronisko PTTK Murowaniec sowie Schronisko PTTK w Dolinie Pięciu Stawów Polskich.

## Belege
- Zofia Radwańska-Paryska, Witold Henryk Paryski: Wielka encyklopedia tatrzańska. Wyd. Górskie, Poronin 2004, ISBN 83-7104-009-1.
- Tatry Wysokie słowackie i polskie. Mapa turystyczna 1:25.000, Polkart, Warszawa 2005/06, ISBN 83-87873-26-8.